# Halls distrikt
Halls distrikt är ett distrikt i Gotlands kommun och Gotlands län. 
Distriktet ligger på norra delen av Gotland.

## Tidigare administrativ tillhörighet
Distriktet inrättades 2016 och utgörs av socknen Hall.
Området motsvarar den omfattning Halls församling hade vid årsskiftet 1999/2000.